# Hypopachus barberi
Hypopachus barberi é uma espécie de anfíbio da família Microhylidae.
Pode ser encontrada nos seguintes países: El Salvador, Guatemala, Honduras e México.
Os seus habitats naturais são: regiões subtropicais ou tropicais húmidas de alta altitude, marismas de água doce, marismas intermitentes de água doce, plantações  e jardins rurais.
Está ameaçada por perda de habitat.